# Livera
Livera (in greco Λιβερά?; in turco Sadrazamköy) è un piccolo villaggio vicino a Capo Kormakitis, a Cipro, 8 km a nord-ovest di Kormakitis. È sotto il controllo de facto di Cipro del Nord, dove appartiene al distretto di Girne, mentre de iure appartiene al distretto di Kyrenia della Repubblica di Cipro.
Il sentiero del Beşparmak inizia a Capo Kormakitis e Sadrazamköy è il primo villaggio che attraversa.

## Origini del nome
L'origine del suo nome è oscura, ma Goodwin suggerisce che il nome deriva da d'Olivier, un emissario del re di Francia al re Pietro I nel 1366, ipotizzando che il villaggio fosse probabilmente un feudo durante i secoli XIV e XV. Nel 1975, i turco-ciprioti cambiarono il nome del villaggio in Sadrazamköy, dalla famiglia turco-cipriota Sadrazam, che possedeva un grande chiftlik ("fattoria" in turco) nelle vicinanze del villaggio. L'intera famiglia di sette persone fu uccisa durante i disordini intercomunitari del 1964. In turco Sadrazam significa anche "Gran Visir".

## Società

### Evoluzione demografica

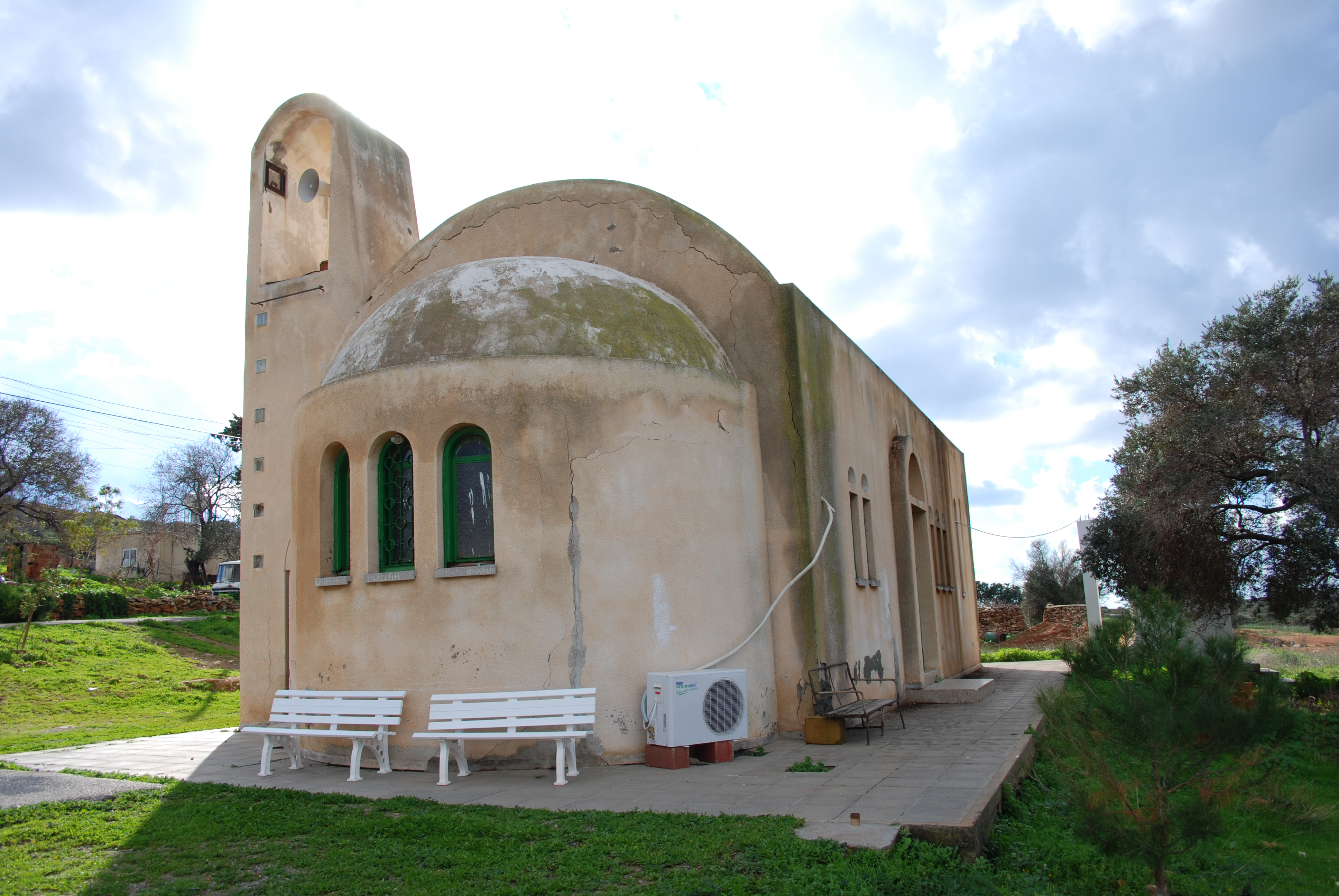
La Chiesa di San Costantino a Livera

Da quando sono iniziati i censimenti, i greco-ciprioti hanno sempre costituito la maggioranza nel villaggio. All'inizio del secolo c'erano solo uno o due abitanti musulmani nel villaggio. Tuttavia, i censimenti successivi del 1946 e del 1960 mostrano diverse famiglie turco-cipriote nel villaggio, un cambiamento spiegabile con lo spostamento durante questi anni dei confini del villaggio, che incluse nei suoi confini il chiftlik turco-cipriota di Kolia. Sebbene la popolazione del villaggio abbia mostrato un leggero aumento durante la prima metà del ventesimo secolo, nei censimenti del 1960 e del 1973 venne registrato un calo sostanziale.
Dopo la strage della famiglia Sadrazam nel gennaio 1964, il resto dei turco-ciprioti fuggì dal villaggio e cercò rifugio nei vicini villaggi turco-ciprioti.
Tutti gli abitanti greco-ciprioti del villaggio furono sfollati nel 1974. Tra luglio e agosto 1974 fuggirono dall'esercito turco che avanzava verso la parte meridionale dell'isola. Attualmente, come il resto dei greco-ciprioti sfollati, i greco-ciprioti di Livera sono sparsi nel sud dell'isola. Il numero di greco-ciprioti di Livera sfollati nel 1974 era di circa 130 (123 nel censimento del 1973).
Livera  è stato utilizzato per l'insediamento di cittadini turchi provenienti dalla Turchia nel 1976, principalmente dai distretti di Maçka e Araklı sulla costa del Mar Nero. Secondo il censimento del 2006 la popolazione del villaggio era di 166 persone. Dagli anni 2000, molti turco-ciprioti e cittadini europei hanno acquistato proprietà e si sono stabiliti nelle vicinanze del villaggio.